# Желатин
Желати́н (фр. gelatine, від лат. gelātus «заморожений») — білковий продукт тваринного походження, який являє собою суміш лінійних поліпептидів з різною молекулярною масою; продукт денатурації колагену, гідролізований колаген. Желатином є білкова желейна речовина, похідна колагену, фібрилярний білок сполучної тканини тварин. Складається з гліцину, проліну і оксипроліну. Отримують виварюванням (тривалим кип'ятінням з водою) кісток, хрящів та сухожиль, сполучної тканини, переважно свинячі і яловичі.
Отриманий розчин випарюють (з сировини одержують екстракт, який освітлюють й висушують), освітлюють і охолоджують до перетворення в желе, яке розрізають на шматки і висушують. Виготовляють листовий желатин і подрібнений. Желатину бракує незамінної амінокислоти триптофану, тому він не вважається повним білком. У неочищеній формі желатин також знаний як «тваринний клей». При охолодженні желатину утворюються драглі, при збиванні — піна.

## Властивості
Желатин в'язкий. Безбарвний або жовтуватого відтінку. Розчинений у воді утворює колоїдні системи, які легко переходять в гель, якщо навколишня температура є достатньо низькою. Желатин набухає у воді і розчиняється при нагріванні вище 50 °C. Це єдиний гідроколоїд, який при охолодженні утворює гель, а при нагріванні переходить у рідкий стан знову. При тривалому впливі температури вище 80°С, він піддається гідролізу і втрачає дедалі більше желеутворювальної сили (вимірюється в Блум). Гель твердий, прозорий або злегка жовтуватий, майже без смаку і запаху.

## Виробництво
Для отримання використовують сполучну тканину (переважно), шкіри і кістки свиней і великої рогатої худоби, домашньої птиці і риби. В Європі, близько 70% желатину виготовляється зі свинячої шкіри (з близько 5 кг свинячої шкіри отримують 1 кг желатину); 18% желатину отримується з кісток тварин, і ще 10% від шкір інших тварин; для виробництва решта (2%) желатину використовують інші сировинні матеріали. Риб'ячий желатин виготовляється з колагену, що міститься в шкірі риб і т.д. з метою дотримання юдейських та ісламських законів харчування (див. кошерна їжа і Халяль). Алергійні реакції на рибу є досить поширеним явищем.
При гідролізі, у воді розчиняється колаген і вилучається. Процес подібний до приготування домашнього бульйону на кухні, або шляхом обробки кислотами і лугами (промислове виробництво). Желатин може містити 1—2% неорганічних речовин, і до 15% води.
Світове виробництво становить близько 250 тисяч тонн на рік.

### Сорти желатину
Харчовий желатин, залежно від якості, поділяють на І, ІІ і ІІІ сорти. Колір І і ІІ сортів від безколірного до світло-жовтого, а ІІІ — до жовтого. Масова частка вологи до 16%.

### Промисловий процес виробництва
Методологія, яку використовує більшість виробників для процесу виробництва желатину: вихідними матеріалами для виробництва желатину є сполучна тканина (шкіри і кістки) великої рогатої худоби, свиней, риби або птиці. При попередній обробці є жири і неорганічні компоненти, які видаляються механічно, а потім за допомогою вапна або солі. Кістки обробляються, протягом мацерації звільняються від карбонату кальцію, фосфату кальцію і флуориду кальцію; демінералізована речовина, що залишається, називається осеїн. 
Залежно від сировини вибирається один з двох методів обробки:
- (А) кислотна обробка: матеріал з менш зв'язаним колагеном (наприклад, зі свинячої шкіри) день обробляють сірчаною або соляною кислотою, а потім його нейтралізовують (лугами). Після інтенсивного вимивання солей, видобувають колаген.
- (B) Лужна обробка: матеріал з високим зв'язуванням колагену (наприклад, бичачий) протягом періоду від кількох тижнів до кількох місяців вимочують у вапні з утворенням аміаку.

Потім матеріал обробляють в гарячій воді (бульйон) і добувають до 5 рівнів (разів) із поступовим зростанням температури колаген. Для очищення екстрактів від залишкових жирів і клітковини їх фільтрують. 
У вакуумні сушарки подається тонкий рідкий розчин желатину (густини рідкого меду). Висококонцентрований желатин стерилізують, охолоджують і сушать. Гелева маса може подаватись у екструдер для підсушки до вигляду сухої локшини. Сира "локшина" подається на стрічку, яка потім пропускається через тунель для сушіння. В кінці одержують сухий желатин, щоб вміст води в ньому був 10-15%. Після цього його перемелюють в частинки потрібного розміру. Для виробництва листа, желатин видавлюється не у формі локшини, а у вигляді плівки.

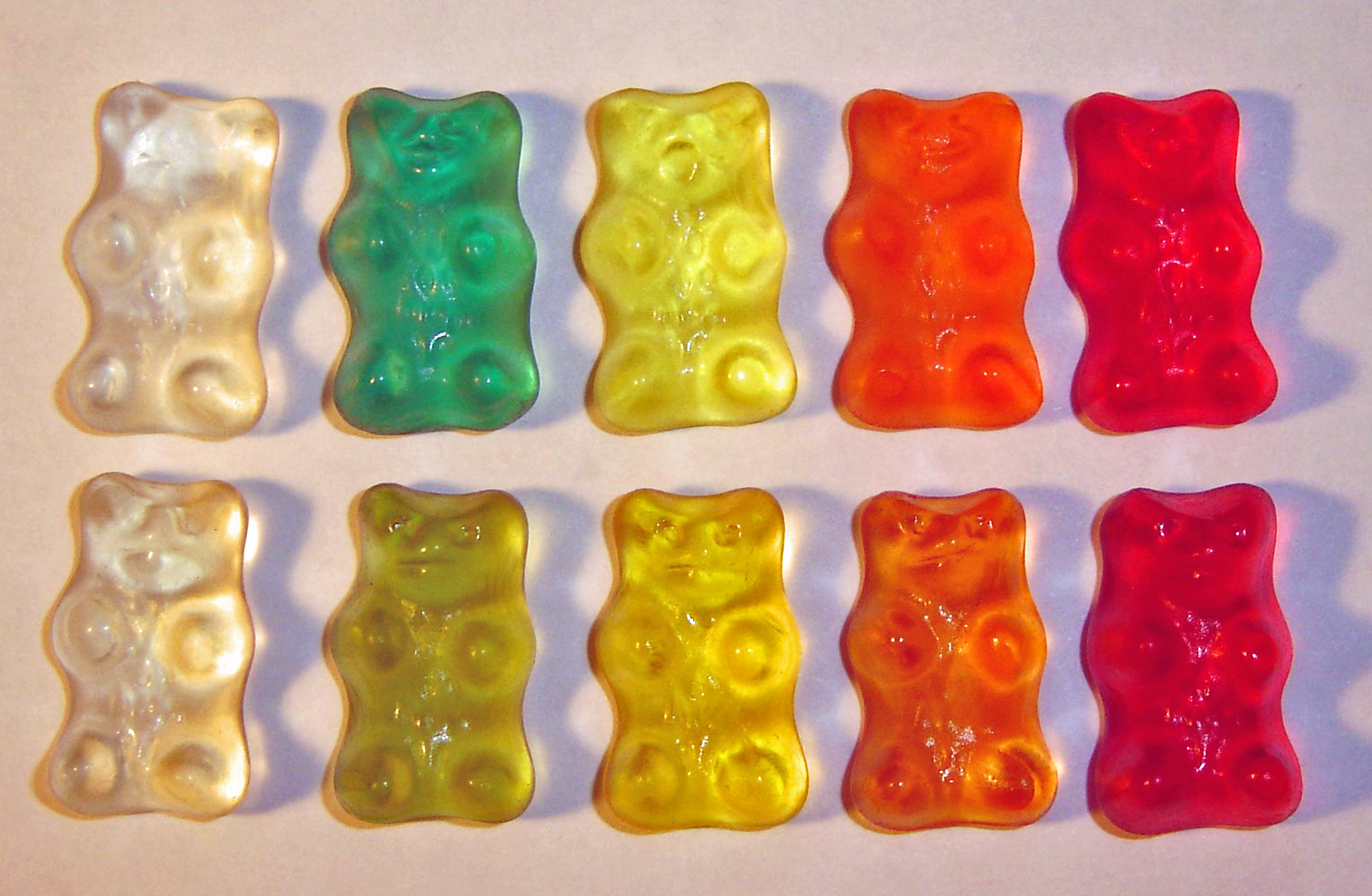
Кондитерський желатин

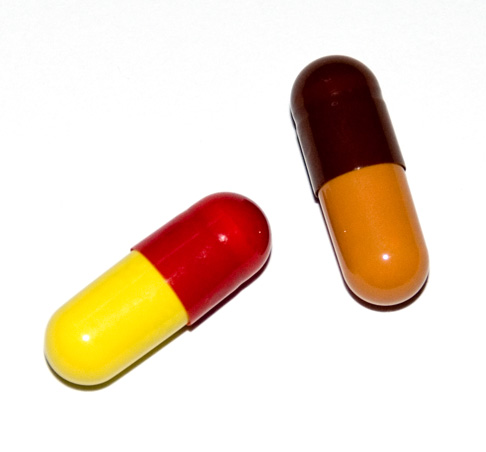
Тверді желатинові капсули

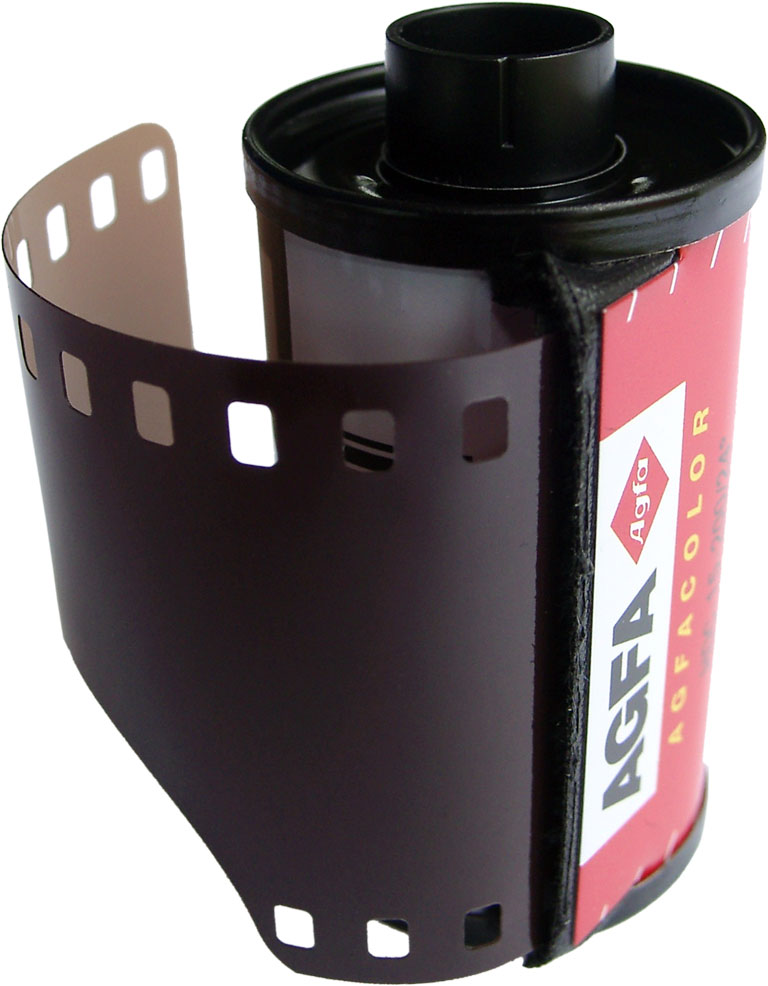
Світлочутлива емульсія фотоплівки виготовлена на основі желатину

## Застосування желатину
Желатин застосовується у виробництві
- Харчових продуктів (широко використовують під час приготування гастрономічного желе, морозива, мармеладу і ін.; застосовується в технологіях виготовлення пива і вина для їх освітлення. Зазвичай дозування желатину становить 0,5-8 % від маси продукту). Зареєстровано як харчову добавку E441.
- Фотоматеріалів
- Фармацевтичних лікарських форм у вигляді капсул
- Газет, журналів, грошей (входить до складу деяких друкарських фарб)
- косметики.

Желатин, як продукт тваринного походження, не споживається вегетаріанцями. Замість цього вони використовують продукти рослинного походження: пектин і агар; аморфофаллус коньяк.

## Замінники желатину
При виробництві харчових продуктів замість желатину можуть використовувати рослинні желеутворювачі:
- Пектин
- Агар-агар
- Альгінат натрію
- Каррагінан
- Фотографічний желатин